# Arthur McKinlay
Arthur Frank McKinlay (Detroit, 20 de enero de 1932-Royal Oak, 10 de agosto de 2009) fue un deportista estadounidense que compitió en remo. Fue hermano gemelo del también remero John McKinlay.
Participó en los Juegos Olímpicos de Melbourne 1956, obteniendo una medalla de plata en la prueba de cuatro sin timonel.

## Palmarés internacional
| Juegos Olímpicos | Juegos Olímpicos      | Juegos Olímpicos | Juegos Olímpicos   |
| Año              | Lugar                 | Medalla          | Prueba             |
| ---------------- | --------------------- | ---------------- | ------------------ |
| 1956             | Melbourne (Australia) | Medalla de plata | Cuatro sin timonel |